# De Nederlandse Debatbond
De Nederlandse Debatbond is de overkoepelende organisatie van studenten- en scholierendebatverenigingen en organisaties in Nederland. Tot de kerntaken van de Bond behoren het bevorderen van samenwerking tussen de beoefenaars, belangenbehartiging en het ontwikkelen en bevorderen van het wedstrijddebatteren. Dit wordt gedaan vanuit de overtuiging dat het wedstrijddebat beoefenaars en toeschouwers dwingt kritisch na te denken over maatschappelijke vraagstukken en belangrijke presentatie- en argumentatievaardigheden bevordert. De Nederlandse Debatbond is opgericht in 2008. Er zijn anno 2018 ongeveer 1.000 debaters lid. Nagenoeg alle Nederlandse studentendebatverenigingen zijn aangesloten.

## Geschiedenis van het debatteren onder studenten
Tot eind jaren 1980 vond debatteren onder studenten vooral plaats binnen de traditionele studentenverenigingen. In de jaren 1990 maakte het wedstrijddebatteren in Nederland een groei door. Er ontstonden onafhankelijke debatverenigingen aan verschillende universiteiten, zoals in Rotterdam (1989), Tilburg (1991), Utrecht (1995) en Amsterdam (1998). Kort na de eeuwwisseling volgden onder meer Leiden (2004), Nijmegen (2005) en Delft (2006). Onder de noemer 'Landelijk Verenigingen Overleg' (LVO) kwamen de besturen van de verenigingen bij elkaar om te overleggen en afspraken te maken. In 2004 werd besloten tot het oprichten van een werkgroep 'Landelijk Debat Orgaan' (LDO) met als doel het oprichten van een overkoepelende organisatie. Deze landelijke debatorganisatie zou zich bezig moeten gaan houden met het werven van sponsors en de promotie van het debatteren. Op het Nederlands Kampioenschap Debatteren 2007 te Tilburg maakten oud-debaters Marc Roels en Daniël Schut bekend vergevorderde plannen te hebben voor de oprichting van een landelijke debatorganisatie. Dit leidde uiteindelijk tot de geboorte van de 'De Nederlandse Debatbond' in 2008. 

## Organisatie
De Nederlandse Debatbond is een overkoepelende organisatie die de belangen behartigt van de bij haar aangesloten leden. Deze leden kunnen worden onderscheiden in drie categorieën: debatverenigingen, niet-commerciële debatorganisaties en individuele debaters. Tot de doelen van de Debatbond behoren het vinden van landelijke sponsoring ter ondersteuning van debatwedstrijden, het vormen van een officieel overlegorgaan en besluitvormend platform voor de debatsport en het functioneren als centraal informatiepunt voor alles wat met de debatsport te maken heeft.
De Debatbond kent een dagelijks bestuur en een algemeen bestuur. Het algemeen bestuur bestaat uit afgevaardigden van de aangesloten debatverenigingen, van de aangesloten debatorganisaties en van de individuele leden. Het algemeen bestuur komt bijeen in een vergadering, genaamd de 'Bondsraad'. De Bondsraad heeft onder meer de bevoegdheid tot het vaststellen van reglementen, het toewijzen van de organisatie van het Nederlands Kampioenschap Debatteren en het benoemen van een afgevaardigde voor internationale overleggen.

### Aangesloten debatverenigingen en organisaties
Anno 2023 zijn de volgende debatverenigingen en organisaties aangesloten:
| Plaats     | Vereniging                               | Gericht op |
| ---------- | ---------------------------------------- | ---------- |
| Amsterdam  | A.S.D.V. Bonaparte                       | Studenten  |
| Delft      | TU Delft Debating Club                   | Studenten  |
| Eindhoven  | E.S.D.A. Chronos                         | Studenten  |
| Enschede   | Twente Debating Society                  | Studenten  |
| Groningen  | G.D.S. Kalliope                          | Studenten  |
| Leiden     | Leiden Debating Union                    | Studenten  |
| Middelburg | Roosevelt Debating Society               | Studenten  |
| Nijmegen   | N.S.D.V. Trivium                         | Studenten  |
| Rotterdam  | Erasmus Debating Society                 | Studenten  |
| Tilburg    | T.D.V. Cicero                            | Studenten  |
| Utrecht    | Utrecht Debating Society                 | Studenten  |
| Landelijk  | Stichting Dutch Schools Debating College | Scholieren |

## Activiteiten
De Debatbond is hoofdverantwoordelijk voor de organisatie van het Nederlands Kampioenschap debatteren, een toernooi gericht op studenten. Daarnaast organiseert zij de Dutch Debating League, een clubcompetitie tussen studentendebatverenigingen.
Verder ondersteunt de Debatbond studentendebatverenigingen door middel van artikelen en handleidingen. Ten slotte heeft de Debatbond zich ten doel gesteld om de jurering in Nederland naar een hoger niveau te tillen en de debatsport verder te professionaliseren. 
Tot 2021 hield de Bond een ranglijst bij van de prestaties van Nederlandse debaters op Nederlandse debattoernooien.

## Trivia
- Mediacommentator en communicatie-expert Victor Vlam was van 2010 tot en met 2012 voorzitter van De Nederlandse Debatbond.[4][5]